# Johann Christoph Altnickol
Johann Christoph Altnickol, ou Altnikol, (1719? (bat. 1 de janeiro de 1720) – 25 de julho de 1759) foi um organista, baixista, cantor e compositor alemão. Era genro e copista de Johann Sebastian Bach.

## Biografia
Ele nasceu em Berna bei Seidenberg, Oberlausitz. Começou a estudar Teologia na Universidade de Leipzig em março de 1744. Bach testemunhou que ele era bom aluno, nomeou-o organista e mestre em Niederwiesa, perto de Greiffenberg, Silésia, em janeiro de 1748.
Casou com a filha de Bach Elisabeth Juliana Friderica em janeiro de 1749, seu primeiro filho nasceu em outubro do mesmo ano, de nome Johann Sebastian, e morreu na infância.

## Composições
Muitas das suas obras, incluindo um Magnificat e duas cantatas, foram perdidas. Suas composições não são hoje muito valorizadas.

### Vocal
- Missa em ré menor (Kyrie e Gloria)
- Sanctus, 1748

#### Cantatas
- Frohlocket und jauchzet in prächtigen Chören
- Ich lebe und ihr sollt auch leben

#### Motets
- Befiehl du deine Wege
- Nun danket alle Gott

### Teclado
- Sonata em dó maior
- 7 danças
- Ricercar a 4 vozes